# Szczęśliwa para
Szczęśliwa para (tytuł oryginalny: Çifti i lumtur) – albański film fabularny z roku 1975 w reżyserii Piro Milkaniego, na podstawie komedii Bika Pepy pod tym samym tytułem.

## Opis fabuły
Komedia, której akcja rozgrywa się współcześnie. Dwoje młodych ludzi pochodzi z rodzin o odmiennej tradycji wyznaniowej. Ich miłość wystawia na ciężką próbę obie rodziny. Spotkanie obu rodzin, które do tej pory nie uznawały związków mieszanych wyznaniowo prowadzi do wielu komicznych nieporozumień. Jednak ostatecznie obie rodziny akceptują wolę młodych i ich związek.
W tym czasie w Albanii wyznawanie jakiejkolwiek religii było prawnie zabronione. Film mieści się w nurcie antyreligijnej propagandy lat 70. W filmie występują aktorzy teatru Migjeni w Szkodrze. Film realizowano w Tiranie i w Durrës.

## Obsada
- Bep Shiroka jako fanatyk
- Nikolin Xhoja jako postępowiec
- Tinka Kurti jako matka
- Niko Kanxheri jako zięć
- Marie Qyrsaqi jako dziewczyna
- Antoneta Fishta jako matka dziewczyny
- Paulin Preka jako brygadzista
- Vitore Nino jako ciotka Halla
- Justina Aliaj jako Halla w młodości